# Mathilda Rappe
Catharina Mathilda Rappe, född Schmiterlöw den 31 augusti 1809 på Olstorp, Västra Ryds, död 17 maj 1871 på Tagel, Mistelås socken, Kronobergs län, var en svensk målare.
Hon var dotter till landshövdingen Henning Christian Schmiterlöw och friherrinnan Anna Mathilda Palbitzki samt gift med majoren Gustaf Wilhelm Rappe och vidare mormor till Adelheid von Schmiterlöw. Hennes konst består av sepialaverade landskapsmotiv från Småland.